# Екзоакарапідоз
Екзоакарапідоз — інвазійна хвороба бджіл, ураження тіла дорослих бджіл кліщами роду Acarapis. Хвороба викликається зовнішнім кліщем (Acarapis externus), що розташовується на нижній і бічній поверхнях шиї бджоли; спинним кліщем (Acarapis dorsalis), який паразитує зверху в борозенках грудей, рідше — біля основи крил, на крилах, першому черевному сегменті; блукаючим кліщем (Acarapis vagans), що перебуває біля основи й на жилках другої пари крил, другому черевному сегменті й інших частинах тіла бджоли.